# Dymitr (Sambikin)
Dymitr, imię świeckie Dmitrij Joannowicz Sambikin (ur. 21 września?/3 października 1839, zm. 4 marca?/17 marca 1908 w Kazaniu) – rosyjski biskup prawosławny.

## Życiorys
Był synem kapłana prawosławnego. Jego ojciec, chociaż cieszył się znakomitą opinią, na własną prośbę pracował wyłącznie w biednych parafiach. W 1861 ukończył jako najlepszy absolwent seminarium duchowne w Woroneżu. W 1865 ukończył Petersburską Akademię Duchowną z trzecim wynikiem w swoim roczniku. W roku następnym został zatrudniony jako wykładowca historii Kościoła w seminarium, którego był absolwentem. Następnie ożenił się z córką kapłana służącego w soborze w Woroneżu, Warwarą Skriabiną. 1 października 1866 został wyświęcony na kapłana i wyznaczony do pracy w parafii Narodzenia Matki Bożej w Woroneżu. W 1867 otrzymał tytuł magistra nauk teologicznych. W 1870 zmarła jego żona, od wielu lat cierpiąca na gruźlicę.
5 maja 1872 został rektorem seminarium duchownego w Tambowie; 10 czerwca tego samego roku otrzymał godność protoprezbitera. Doprowadził do uporządkowania wewnętrznej sytuacji seminarium, które stało się jedną z najlepszych szkół kształcących duchowieństwo w kraju. 11 lutego 1877 złożył wieczyste śluby mnisze przed metropolitą moskiewskim Joannicjusza, po dwóch dniach otrzymał godność archimandryty. W 1881 został rektorem seminarium duchownego w Woroneżu.
4 stycznia 1887 w soborze Zaśnięcia Matki Bożej na Kremlu moskiewskim miała miejsce jego chirotonia na biskupa bałachnińskiego, wikariusza eparchii niżnonowogrodzkiej. Już 28 października tego samego roku został przeniesiony do eparchii podolskiej, również jako wikariusz, z tytułem biskupa bałckiego. W 1890 został ordynariuszem eparchii podolskiej i bracławskiej. Po sześciu latach przeniesiony na katedrę twerską. W 1898 otrzymał godność arcybiskupią. w 1903 powołał do życia żeński monaster Wniebowstąpienia Pańskiego w Orszy.
W 1905 został przeniesiony na katedrę kazańską i swijaską. W czasie rewolucji 1905 pobłogosławił organizację 21 października 1905 „mityngu patriotycznego”, który zmienił się w starcia z rewolucjonistami. Uczestnicy mityngu zdewastowali również synagogę w Kazaniu, jednak ten akt wandalizmu (ofiar w ludziach nie było) został przez hierarchę potępiony. Następnego dnia Dymitr (Sambikin) stanął na czele manifestacji poparcia dla manifestu październikowego, w której wzięli udział również liderzy kazańskiej społeczności muzułmańskiej. W wyborach do I, II i III Dumy, jakie nastąpiły po rewolucji, arcybiskup Dymitr, w odróżnieniu od wielu hierarchów Rosyjskiego Kościoła Prawosławnego, nie wypowiadał się publicznie na tematy polityczne, nie udzielił swojego poparcia konserwatystom i Czarnej Sotni, chociaż nie popierał również rosyjskich liberałów. Dopuszczał publikowanie w Kazaniu pism prawosławnych o różnym profilu (obok skrajnie konserwatywnych także bardziej liberalnych). Z powodu takiej postawy hierarchy miejscowi działacze Czarnej Sotni wielokrotnie zwracali się do Świątobliwego Synodu Rządzącego ze skargami.
Po zakończeniu rewolucji arcybiskup Dymitr odbył podróże po eparchii, w tym jej regiony zamieszkiwane przez Tatarów i Czuwaszy. Wycofał rozporządzenia swojego poprzednika na katedrze, arcybiskupa Dymitra, dotyczące zakazu nauczania w szkołach misyjnych w języku innym niż rosyjski oraz odprawiania nabożeństw wyłącznie po cerkiewnosłowiańsku. Z jego inicjatywy na biskupa pomocniczego eparchii kazańskiej został wyświęcony Andrzej (Uchtomski), który miał koordynować zarząd nad całą działalnością misyjną eparchii i wszystkimi parafiami, w których dominowali wierni narodowości nierosyjskiej.
Zmarł 17 marca 1908 wskutek zapalenia płuc i został pochowany w soborze Zwiastowania w Kazaniu.
Autor szeregu artykułów na tematy teologiczne z zakresu teologii dogmatycznej, biblistyki i historii Rosyjskiego Kościoła Prawosławnego.